# Кашина Пајра (Торино)
Кашина Пајра је насеље у Италији у округу Торино, региону Пијемонт.
Према процени из 2011. у насељу је живело 25 становника. Насеље се налази на надморској висини од 296 м.